# 郭纯泉
郭纯泉（1985年1月2日—），辽宁省沈阳市人，中国足球守门员，效力于中国足球超级联赛河南建业足球俱樂部。

## 职业生涯

### 沈阳金德/长沙金德
郭纯泉2004年进入沈阳金德中超联赛报名表。2005年初，因为沈阳金德封杀张烈，郭纯泉披上1号球衣，成为球队的首发门将，此时他只有20岁。这一个赛季他虽在联赛出场14次，但并不如意，失球很多。7月2日第11轮联赛客场对阵上海申花，郭纯泉把守的球门被六次洞穿，最终创下该赛季中超联赛最大比分6比1。此后两个赛季他没能在联赛中出场。2008年赛季起，他干脆被球队移出了中超报名单。2008年初、2009年初、2009年夏，长沙金德三次将他挂牌（2010年起挂牌制度取消），但郭纯泉一直没能转会。2011年初，媒体报道郭纯泉前往天津松江试训。不久，他正式加盟天津松江。

### 天津松江
2011年，郭纯泉担任主力门将宋涛的替补，赛季中仅在最后一轮和宋涛停赛的第16轮出场了两回。2012年，由于天津松江新买进了隋维杰，宋涛成了第二门将，郭纯泉更没了位置。这年夏天，出场次数寥寥的郭纯泉被俱乐部外租给中乙球队陕西大秦。

### 哈尔滨毅腾
2013年2月23日，哈尔滨毅腾官方宣布郭纯泉成为球队新赛季的第二名内援，担任主力门将韩方腾的替补。赛季中，韩方腾一度被放在替补席上，郭纯泉得以出场7次。这个赛季，哈尔滨毅腾夺得联赛亚军，冲上中超。有媒体称，2014年中超联赛哈尔滨毅腾阵中有过中超出场经历（或其它国家顶级联赛经历）的只有韩方腾一人。其实，韩方腾首次在中超亮相是在2006年，赛季出场2次；郭纯泉首次在中超出场是2005年，赛季出场14次。